# Olivier Pichon
Pour les articles homonymes, voir Pichon.
Olivier Pichon, né le 30 juin 1949 à Sainte-Adresse, est un journaliste et homme politique français.

## Biographie
Olivier Pichon est le père du chercheur Frédéric Pichon.
Après avoir préparé le concours de l'École nationale des chartes[réf. souhaitée], il a soutenu un doctorat en sociologie politique à Paris X, thèse dirigée par Annie Kriegel, portant sur le syndicat polonais Solidarność, et en général toute l’histoire de la Pologne contemporaine.
Professeur agrégé d'économie et d’histoire, il enseigne en lycée et en classes préparatoires aux grandes écoles de commerce en région parisienne. Il est président du Mouvement pour une éducation nationale (MEN), l'un des syndicats Front national, et membre de la commission des lycées et universités de la région Île-de-France.
Après avoir été secrétaire départemental du Parti républicain dans le Gers, il rejoint le Front national en 1986. Il est élu en 1990 au comité central du FN, et intègre son conseil scientifique. En 1998, il prend alors parti pour Bruno Mégret et rejoint le Mouvement national républicain. Il s'était fait élire en 1992 au conseil régional d'Île-de-France (FN, puis MNR) et conseiller municipal de Garches, et le restera jusqu'en 2004. Il s'est montré souvent proche des mouvements monarchistes, écrivant occasionnellement dans L'Action Française 2000. Il quitte ses fonctions en 2003. 
Olivier Pichon a été animateur sur Radio Courtoisie. En 1987, il y fonda le Libre journal des lycéens (samedi midi), puis, en 1996, il prit la direction d’un Libre journal du jeudi soir. il a été écarté de Radio Courtoisie en 2007 par Henry de Lesquen, lorsque celui-ci a pris la radio. 
Journaliste depuis 1998 au bimensuel Monde & Vie, il en est le directeur depuis 2003.
En 2005, il a soutenu le mouvement de la « Révolution bleue » animé par Claude Reichman.
En 2008, il a cédé le titre du magazine Monde & Vie au groupe détenu par Jean-Marie Molitor.
Depuis cette date il travaille dans un groupe de formation par alternance (Paris Vendée) et forme des étudiants déjà engagés dans la vie professionnelle sur les thèmes de la crise économique, du modèle social français, de la mondialisation, de l'économie des NTIC, de l'intelligence économique et de la géopolitique des ressources.[réf. souhaitée] Il publie des articles d'analyse économique et sociale sous le nom de « Frédéric Laboulaye » sur la newsletter « Nouvelles de France ». Il tient sur le site de « Politique Magazine » une rubrique économique et politique ainsi que sur Nouvelles de France et Euro libertés. 
Depuis 2014, il est responsable du département économique[réf. souhaitée] de TV Libertés et a produit 350 émissions dans Politique & Eco.

## Publications

### Ouvrages
- Dernières nouvelles du Mamouth, Le Trident, 2002
- Benoît XVI et les traditionalistes (avec l'abbé Grégoire Celier), Entrelacs, 2007
- (Dossier d'Olivier Pichon), De l'or à la monnaie papier : Le changement d'Ère d'Achille Mestre & Emile James, Le Jardin des Livres, 223 p., 2019
- Les nouvelles routes de la servitude : Essai sur le totalitarisme au XXIe siècle, Presses de la Délivrance, 298 p., 2024  (ISBN 978-2381320298)

### Préfaces
- Jean-Claude Rolinat (préf. Olivier Pichon), Quand l'islam frappe à la porte : L'islam, l'islamisation et l'islamisme de A à Z, 2003
- Minh Dung Louis Nghiem (préf. Olivier Pichon), La Royauté primitive : Le modèle asiatique, 2004
- Jean-Claude Rolinat, Israël-Palestine : La mort aux trousses !, Paris, Dualpha, 290 p., 2024  (ISBN 978-2353746538)